# 21928 Прабакаран
21928 Прабакаран (21928 Prabakaran) — астероїд головного поясу, відкритий 4 листопада 1999 року.
Тіссеранів параметр щодо Юпітера — 3,348.
Названий на честь Сабріни Лаксмі Прабакаран (народилася 1991), яка є фіналісткою 2005 року шкільного змагання молодих науковців на каналі Дискавері за її проект з біохімії, медицини та мікробіології.